# Tichon (Laszczenko)
Tichon, imię świeckie Timofiej Iwanowicz Laszczenko (ur. 22 lutego?/6 marca 1875, słoboda Kulikowka, ujezd ostrogoski, gubernia woroneska, zm. 11 lutego 1945 w Karlowych Warach) – rosyjski biskup prawosławny.

## Życiorys
Ukończył Akademię Duchowną w Kijowie, po czym otrzymał stypendium na kontynuowanie w niej kariery naukowej. Jako wykładowca uczelni przyjął święcenia kapłańskie. W 1901 otrzymał tytuł naukowy docenta, zaś w 1913 – profesora nadzwyczajnego teologii. W roku następnym wstąpił do monasteru, otrzymując niemal natychmiast godność archimandryty za dotychczasową działalność w Kościele Rosyjskim i objął stanowisko inspektora akademii.
W czasie rosyjskiej wojny domowej wyjechał z kraju do Niemiec. 15 kwietnia 1924 metropolita Eulogiusz (Gieorgijewski) dokonał jego konsekracji na biskupa berlińskiego i niemieckiego, jednego z hierarchów Zachodnioeuropejskiego Egzarchatu Rosyjskiego Kościoła Prawosławnego. Biskup Tichon wypowiedział mu jednak posłuszeństwo i przeszedł do Rosyjskiego Kościoła Prawosławnego poza granicami Rosji, zostając ordynariuszem konkurencyjnej eparchii obejmującej to samo terytorium.
W 1938, po dojściu do władzy Hitlera, został zmuszony do ustąpienia z godności i przekazania jej innemu hierarsze Kościoła Zagranicznego, Niemcowi z pochodzenia, biskupowi Serafinowi.
Po wyjściu na emeryturę, wyjechał do Serbii. 10 listopada 1944 roku przybył do Karlsbadu razem z Archijerejskim Synodem. Tutaj 24 lutego 1945 roku arcybiskup Tichon zmarł nagle. Pochowany na cmentarzu miejskim.